# Nana (película)
Nana es una película japonesa de 2005 dirigida por Kentarô Otani. Es una versión en imagen real del manga homónimo de Ai Yazawa. Nana tuvo una secuela en 2006, Nana 2.

## Sinopsis
La historia de dos chicas con el mismo nombre pero de vidas totalmente diferentes: Nana Osaki, la rockera, y Nana Komatsu (Hachiko, de apodo Hachi). Ambas viajan a Tokio para cumplir sus sueños: una, llegar a ser una auténtica estrella de rock, y la otra, tener una nueva vida con su novio. Por casualidad, ambas llegarán a conocerse, y entablan una amistad muy estrecha.

## Reparto
- Mika Nakashima - Nana Osaki
- Aoi Miyazaki - Nana Komatsu (Hachi)
- Hiroki Narimiya - Nobuo Terashima
- Ken'ichi Matsuyama - Shin
- Saeko - Sachiko
- Yuna Ito - Reira Serizawa
- Momosuke Mizutani - Naoki
- Anna Nose - Jyunko
- Takehisa Takayama - Kyosuke
- Tomoki Maruyama - Yasu
- Tetsuji Tamayama - Takumi
- Ryūhei Matsuda - Ren Honjo
- Yūta Hiraoka - Shoji Endo